# Nu blåser vi Sverige
Nu blåser vi Sverige var en svensk TV-serie från 2011 i ett dolda kameran-format som producerades av Baluba för TV6. Programmet hade premiär den 28 februari 2011 och var inspirerat av den brittiska tv-serien Trigger Happy TV.

## Om programmet
Med en husbil reste programledarna runt till städer i Sverige och utsatte invånare för olika pranks. De städer som besöktes var Stockholm, Eskilstuna, Gävle, Jönköping, Karlstad, Linköping, Norrköping, Uppsala, Västerås och Örebro.